# Fishers (Indiana)
Fishers es una ciudad ubicado en el condado de Hamilton en el estado estadounidense de Indiana. En el Censo de 2010 tenía una población de 76794 habitantes y una densidad poblacional de 827,44 personas por km².

## Geografía
Fishers se encuentra ubicado en las coordenadas 39°57′36″N 85°58′13″O / 39.96000, -85.97028. Según la Oficina del Censo de los Estados Unidos, Fishers tiene una superficie total de 92.81 km², de la cual 86.98 km² corresponden a tierra firme y (6.28%) 5.82 km² es agua.

## Demografía
Según el censo de 2010, había 76794 personas residiendo en Fishers. La densidad de población era de 827,44 hab./km². De los 76794 habitantes, Fishers estaba compuesto por el 85.62% blancos, el 5.6% eran afroamericanos, el 0.16% eran amerindios, el 5.45% eran asiáticos, el 0.02% eran isleños del Pacífico, el 1.06% eran de otras razas y el 2.07% pertenecían a dos o más razas. Del total de la población el 3.44% eran hispanos o latinos de cualquier raza.